# Krusader
Krusader – zaawansowany menedżer plików dla KDE, zbliżony interfejsem do Total Commandera (Windows). Obsługuje archiwa, potrafi montować systemy plików, transfery ftp.
Obsługiwane archiwa: tar, ZIP, bzip2, gzip, RAR, ACE, ARJ, LHA, RPM, KIO Slaves (SMB czy fish).